# Mário Covas

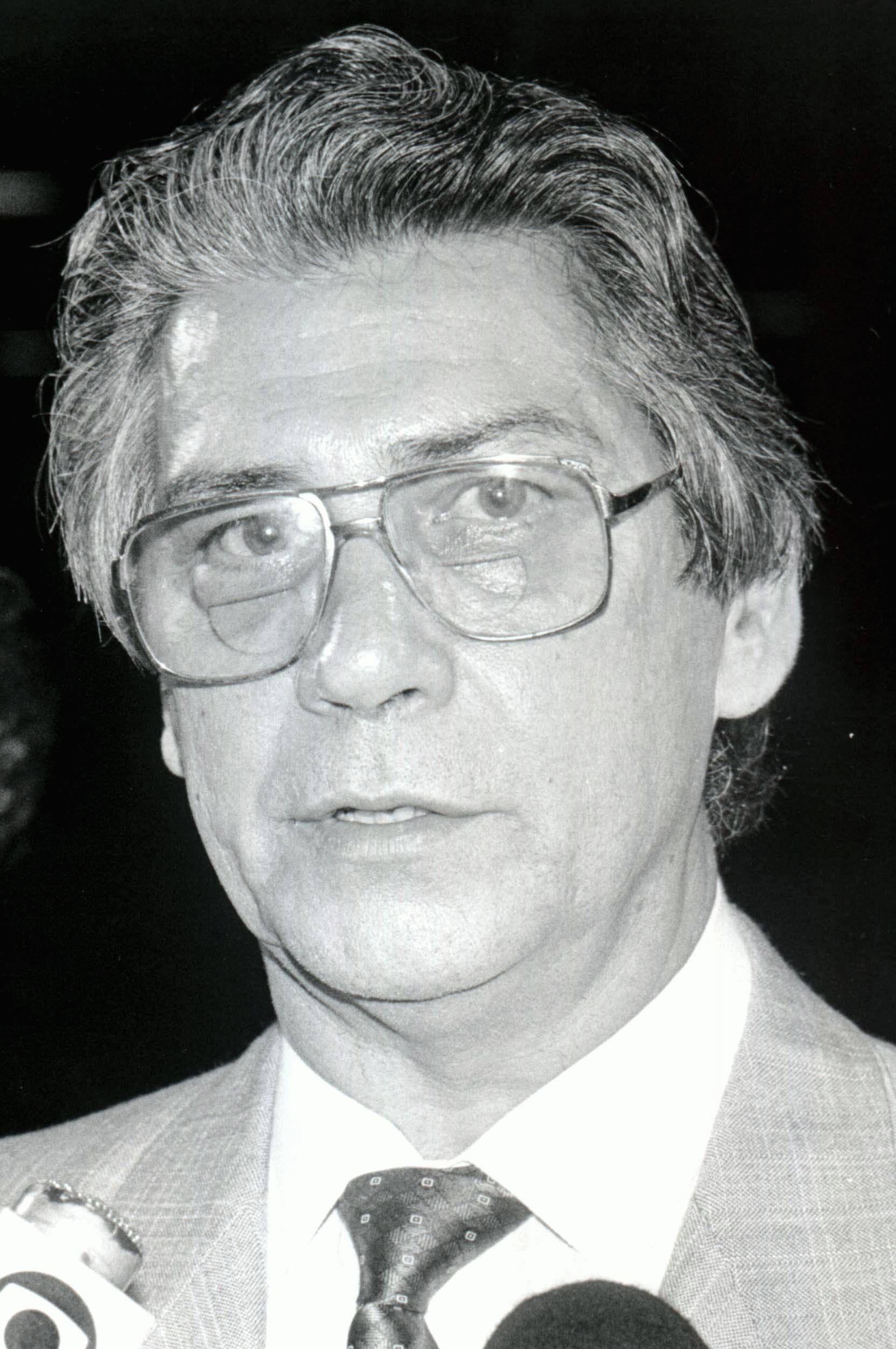
Mário Covas (1984)

Mário Covas Júnior (ur. 21 kwietnia 1930 w Santosie, zm. 6 marca 2001 w São Paulo) – brazylijski polityk, działacz partii Brazylijskiej Partii Socjaldemokratycznej (PSDB), inżynier.
Od 1955 do 1958 był wiceprzewodniczącym Krajowego Związku Studentów (UNE). Pełnił mandat deputowanego do Izby Deputowanych (1962–1969, 1982–1983) i senatora (1987–1995). W latach 1983–1986 był burmistrzem miasta São Paulo. Od 1995 do śmierci sprawował urząd gubernatora stanu São Paulo. W latach 1988–1989 zajmował stanowisko przewodniczącego Brazylijskiej Partii Socjaldemokratycznej. W 1989 kandydował bezskutecznie na prezydenta Brazylii. W pierwszej turze wyborów uzyskał poparcie 11,5% wyborców (7.786.939 głosów), zajmując 4. miejsce spośród dwudziestu dwóch kandydatów.